# Dragonriders of Pern
Science fiction-serien "Dragonriders of Pern" er skrevet af den amerikanske science fiction/fantasy-forfatter Anne McCaffrey. Den handler om den fiktive planet Pern. Den og livet derpå bliver beskrevet igennem mange bøger og hovedpersoner. Den egentlige hovedperson i alle bøgerne er planeten Pern, som med to hundrede års mellemrum bliver angrebet af det skrækkelige "tråd", som kun store telepatiske drager og deres ryttere kan bekæmpe.
Skjaldenes Hal, Ildøglernes sang og Dragetrommer
En af de meget fremtrædende hovedpersoner er pigen Menolly som kommer til Skjaldenes Hal som den første pige nogensinde. Hun møder megett modgang og der bliver lagt fælder mod hende. 
Men hun får også nogle venner, bl.a. drengen Piemur, mesterskjald Robinton og skjaldesvenden Sebell. 
I det store hele går det godt for Menolly så hun bliver hurtigt forfremmet til svend. Hendes ildøgler hjælper hende også med mange ting og hun bestragter dem nærmest som sin eneste familie. 
Menolly finder på et tidspunkt en ildøglerede med en masse æg i. Et af dem bliver givet til Sebell, et andet til Mesterskjald Robinton. 
Det går bedre og bedre for Menolly, så hun bliver sendt ud på "missioner" sammen med Sebell.
Og alene på en båd, langt fra al civilisation bliver Menolly og Sebell forelskede. De ender med at blive gift og får tre børn; Robse, Lemsia og Olos. 
Der er også andre hovedpersoner, bl.a. Piemur, Robinton, Lessa som er "redekvinde" i benden rede og Moreta.